# Pałac królewski w Nukuʻalofie

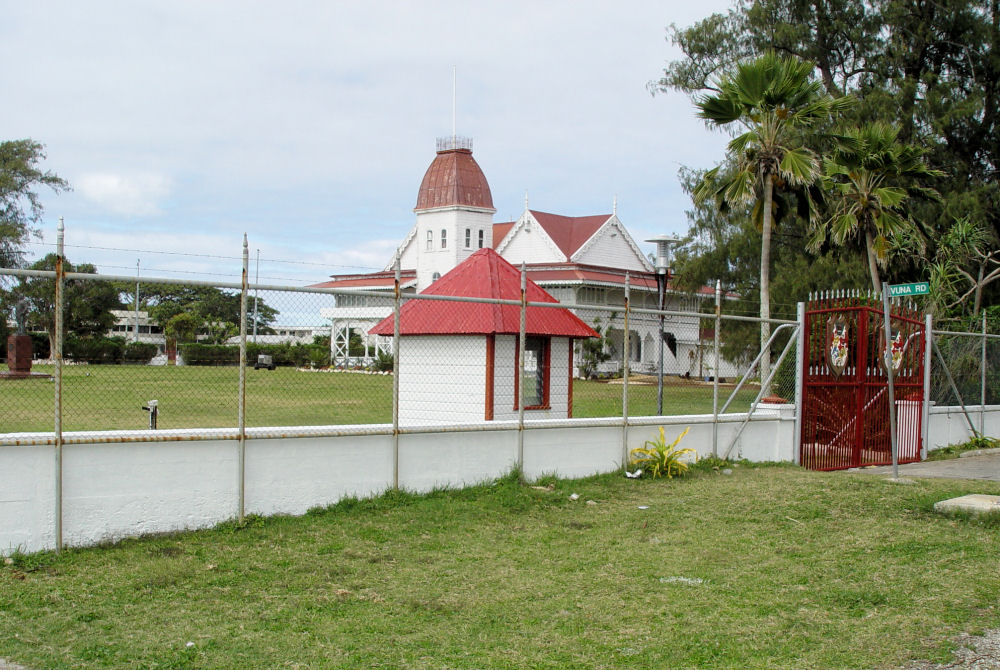
Pałac królewski

Pałac królewski w Nukuʻalofie – oficjalna rezydencja tongijskiej rodziny królewskiej, znajduje się w północno-zachodniej części miasta Nukuʻalofa, stolicy Tonga na wyspie Tongatapu. Pałac leży niedaleko Oceanu Spokojnego.
Drewniany pałac został zbudowany w 1867 i służył jako oficjalna rezydencja króla Tonga. Nie jest on udostępniony turystom do zwiedzania, aczkolwiek można go obejrzeć z daleka od strony Pacyfiku.
Tongijscy poeci nie odwołują się w swoich utworach bezpośrednio do pałacu (pālasi), ale korzystają z omówień i alegorii (heliaki), np. Fanga-tapu (święta plaża w pobliżu budynku) lub ʻĀ-maka (kamienne ogrodzenie).
Stary kamienny murek (ok. 1 m wysokości) otaczający pałac został poświęcony królowi. W 1990 pałac został dodatkowo zabezpieczony metalowym płotem wysokości 3 m.